# کروبوش
کروبوش (به لهستانی:  Krobusz) یک روستا در لهستان است که در گمینا بیاوا (استان اوپوله) واقع شده‌است.